# Дим (филм)
„Дим“ (на английски: Smoke) е германско-японски филм от 1995 година, трагикомедия на режисьора Уейн Уан по сценарий на Пол Остър., по неговия разказ „Коледната приказка на Оги Рен“.
Сюжетът е развит около съдържател на магазинче за цигари в Бруклин, който е и любител фотограф, и различни свързани с него хора – негова някогашна приятелка и бременната им дъщеря, живеещ в квартала писател и избягал от дома си чернокож младеж. Главните роли се изпълняват от Харви Кайтел, Уилям Хърт, Харолд Перино, Форест Уитакър, Стокард Чанинг.
„Дим“ е номиниран за „Златна мечка“ и за „Сезар“ за чуждастранен филм.